# Geoffroy de Charney
Geoffroy de Charney, kommendör för Tempelherreorden i Normandie, bränd på bål tillsammans med Jacques de Molay 1314 efter anklagelser av den franske kungen Filip IV.